# سیارک ۲۵۸۹۸
سیارک ۲۵۸۹۸ (به انگلیسی: 25898 Alpoge، نامگذاری:2000YJ41)۲۵۸۹۸مین سیارک کشف شده‌است که در ۳۰ دسامبر ۲۰۰۰ کشف شد.